# محمد عبد الوهاب الطنطاوي
الشيخ محمد عبد الوهاب الطنطاوي. (3 أكتوبر 1947 - 26 يوليو 2017)، قارئ قرآن مصري ويعد أحد أعلام هذا المجال البارزين، من مواليد قرية النسيمية، مركز المنصورة، محافظة الدقهلية. تخرج من جامعة الأزهر، وعمل واعظا بالأزهر الشريف فور تخرجه من كلية أصول الدين، وطاف الكثير من دول العالم لتلاوة القرأن الكريم على الجاليات المسلمة في شهر رمضان المبارك. حفظ القرآن الكريم قبل بلوغه العاشرة من العمر. وكانت هذه هي أمنية والده الحاج عبد الوهاب الطنطاوي، الذي وهب هذا الابن للقرآن ولذلك أسماه محمداً، بعد حصوله على الشهادة الابتدائية بتفوق عام 1958-1959م التحق بالمعهد الديني بمدينة المنصورة ليتلقى العلوم الدينية ليكون من رجال الأزهر الشريف، ولأنه من حفظة القرآن حفظاً جيداً بكتّاب القرية استطاع أن يستوعب المنهج الدراسي بسهولة واقتدار فاهتم به شيوخه والمدرسون اهتماماً ملحوظاً، دون زملائه، لأنه يتمتع بمواهب متعددة ظهرت من خلال رغبته القوية في تلاوة القرآن بصوت عذب جميل، وتقديم الابتهالات والمدائح النبوية والقصائد الدينية.

## التحاقه بالإذاعة
التحق بالإذاعة كقارئ عام 1985م وبعد اعتماده بإذاعة وسط الدلتا بعام واحد تم اعتماده كقارئ بإذاعات جمهورية مصر العربية، بدأ قارئاًَ إذاعات قصيرة لمدة لا تتعدى ستة أشهر بعدها اعتمد قارئاً للإذاعات الطويلة والخارجية نظراً لكفاءته وجماهيريته وإمكاناته التي أشاد بها كل من استمع إليه من المتخصصين وغير المتخصصين.

## سفره للخارج
سافر إلى كثير من الدول العربية والإسلامية والأجنبية على مدى عشر سنوات متتالية لم يدخر جهداً في الذهاب إلى المسلمين أينما كانوا فقرأ القرآن بمعظم المراكز الإسلامية في كثير من دول العالم، سافر إلى هولندا أكثر من مرة وقرأ بالمركز الإسلامي هناك بين حشود وجماهير غفيرة من أبناء الجاليات الإسلامية من شتى بقاع الدنيا، قرأ القرآن بالمركز الإسلامي بواشنطن ولوس أنجلوس بالولايات المتحدة الأمريكية، وسافر إلى كندا والبرازيل والأرجنتين النمسا وألمانيا واليابان. ودول الخليج العربي.

## وفاته
توفي القارئ محمد عبد الوهاب الطنطاوي عن عمر يناهز السبعين عاما يوم الأربعاء 3 ذو القعدة 1438 هـ الموافق 26 يوليو 2017م، وشيعت الجموع الغفيرة جنازته بعد صلاة الظهر في مسقط رأسه بقرية النسيمية.